# 김준표 (마술사)
김준표(1996년 3월 13일~)는 대한민국의 마술사이다.